# IBM WatchPad
El IBM WatchPad fue una línea de prototipos anteriores a los relojes inteligentes, producida entre 2000 y 2002.

## Historia
En junio de 2000, IBM presentó un prototipo de reloj de pulsera con la tecnología Linux. La versión original tenía solo 6 horas de duración de batería, que posteriormente se amplió a 12 horas. incluía 8 MB de RAM y ejecutaba Linux 2.2. El dispositivo se actualizó posteriormente con un acelerómetro, un mecanismo de vibración y un lector de huella dactilar. IBM comenzó a colaborar con Citizen para crear el "WatchPad", que contaba con una pantalla táctil monocroma QVGA de 320×240 píxeles, y corría sobre el sistema operativo Linux 2.4. También incluía software para gestionar el calendario, Bluetooth, 8 MB de RAM y 16 MB de memoria flash. Citizen esperaba comercializar el reloj entre estudiantes y empresarios, con un precio de aproximadamente 399 dólares.

## Modelos
- IBM WatchPad (2000)
- IBM WatchPad 1.5 (2001)